# ザ・ピーナッツ
ザ・ピーナッツ (The Peanuts) は、日本の双子の元女性歌手（デュオ）、女優である。愛知県知多郡常滑町（現・常滑市）生まれ、同県名古屋市育ち。略称「ピーナッツ」。
発売したシングル、LPの累計売上は1000万枚以上に達する。

## 人物
- 姉 伊藤エミ（本名、澤田[3] 日出代（さわだ ひでよ）（旧姓、伊藤）[1] 1941年（昭和16年）4月1日[1] - 2012年（平成24年）6月15日）享年71。
- 妹 伊藤ユミ（本名、伊藤 月子（いとう つきこ）[1] 1941年（昭和16年）4月1日[1] - 2016年（平成28年）5月18日[4]）享年75。

## 略歴

### 生い立ち
愛知県知多郡常滑町（現・常滑市）生まれ。ただしすぐに転居し、子供-学生時代は同県名古屋市で過ごす。
愛知県名古屋市立西陵商業高等学校（現・名古屋市立西陵高等学校）を2年生の時に中途退学後、主に名古屋市内にあるレストラン「ザンビ」の経営者谷村一、専属バンドで演奏していた大浦郁夫に歌の指導を得て「伊藤シスターズ」名義で歌っていたが、1958年に渡辺プロダクション社長の渡邊晋にスカウトされ上京。同社長宅に下宿しつつ宮川泰に師事し、歌唱レッスンを受ける。

### デビュー

1960年

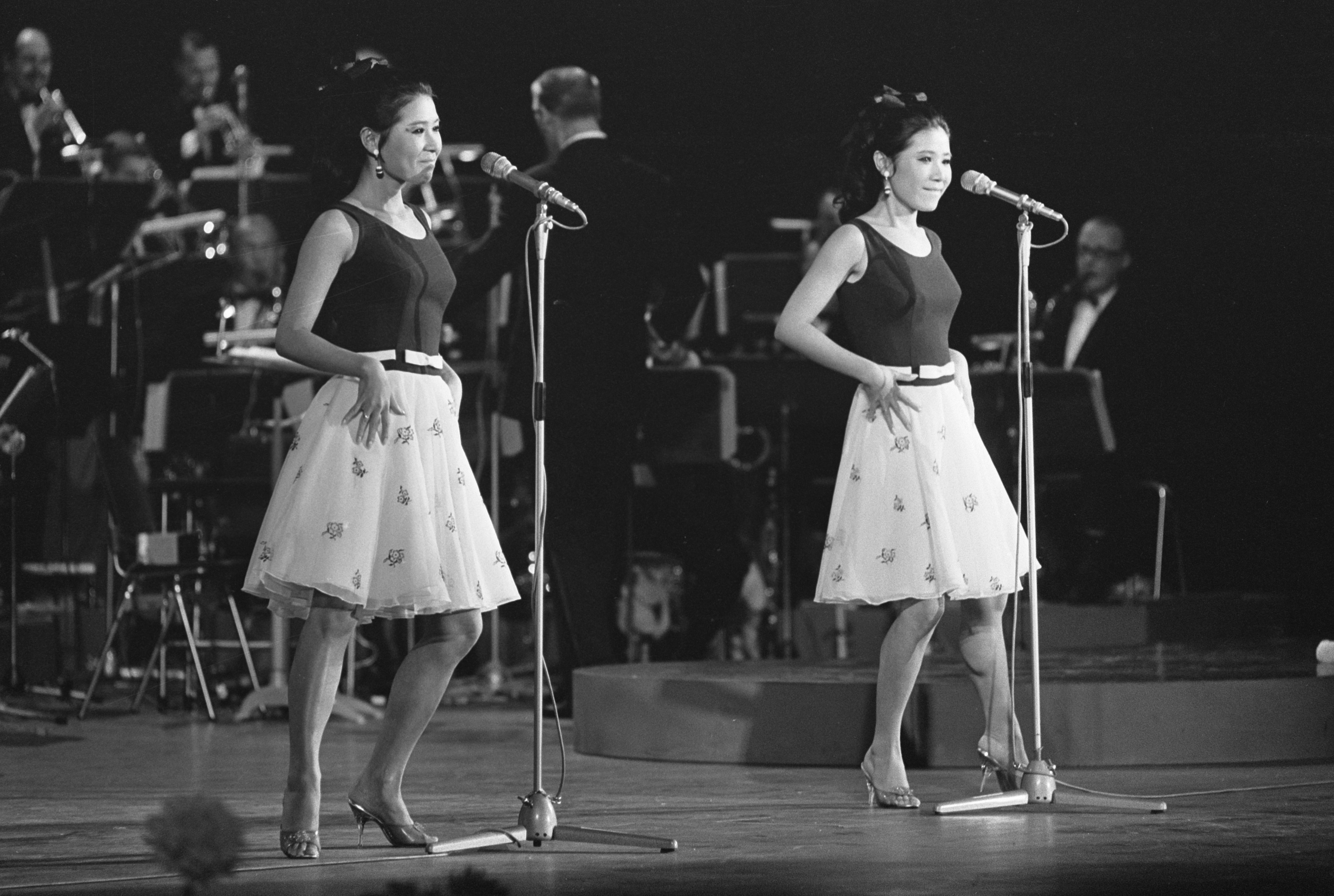
アムステルダムにて（1966年10月）

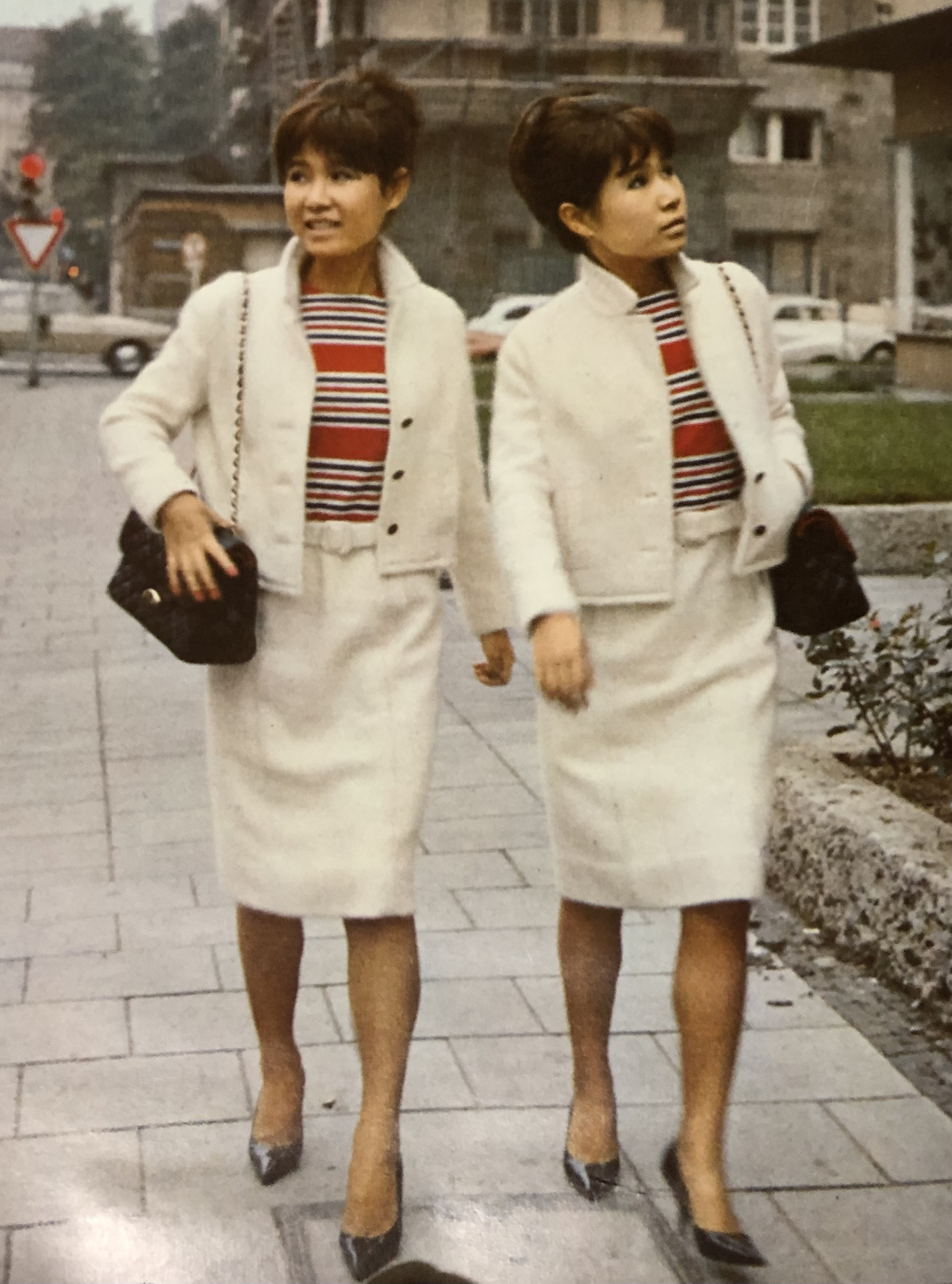
ミッシェル・フリッカー演出によるテレビ番組『ザ・ピーナッツ・ショウ』（1964年12月31日放映）に出演するため二人は西ドイツへ渡航した。ミュンヘンにて。

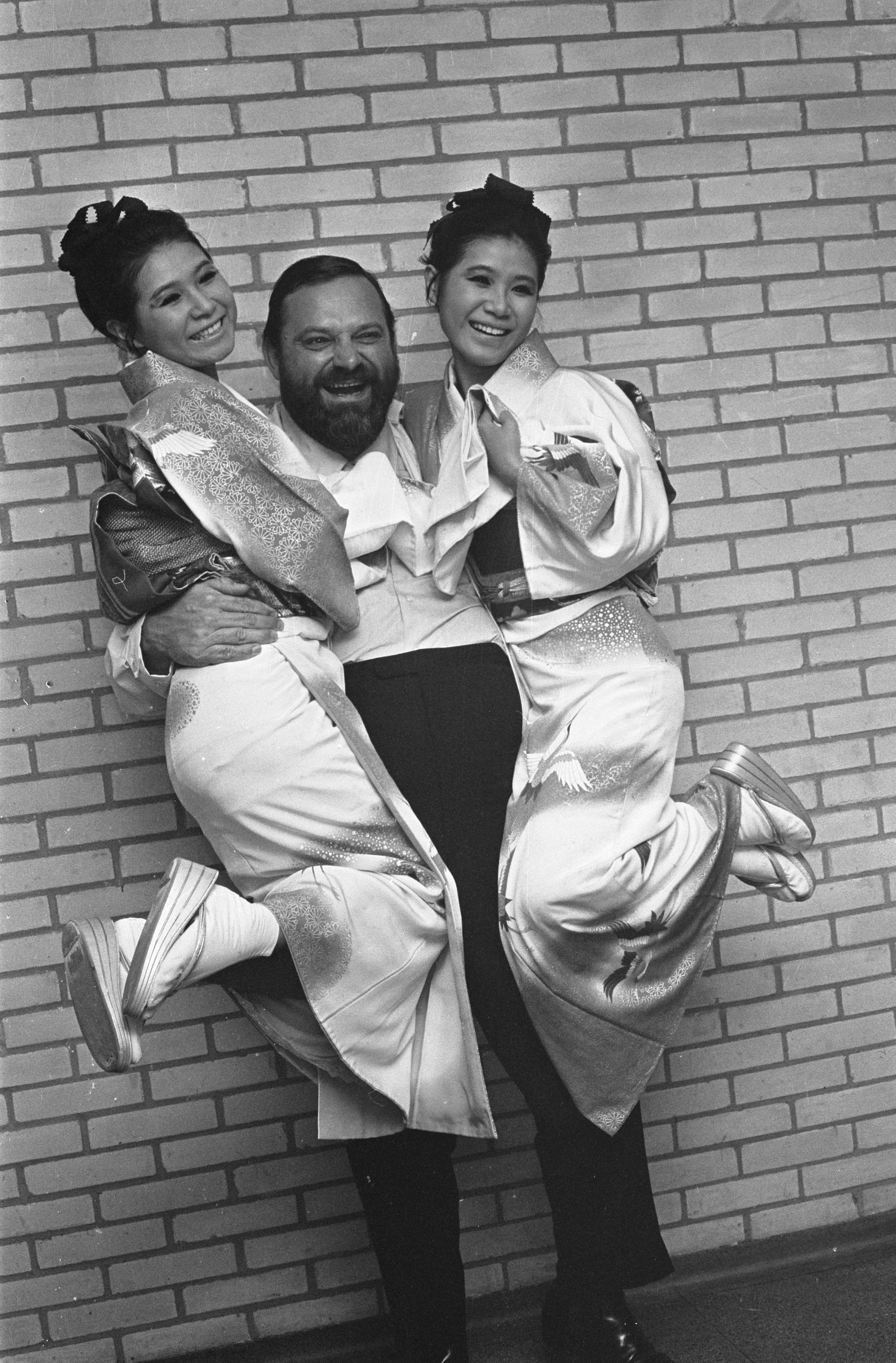
アメリカのジャズトランペット奏者アル・ハートと。1966年

1959年2月11日、「第2回 日劇コーラスパレード」で歌手デビュー。4月、「可愛い花」でレコードデビュー。事務所はデビューより引退まで16年間一貫して渡辺プロダクションに所属。同社の専属タレント第1号であった。レコード会社は各社の争奪戦となり、ビクターレコードと契約寸前まで達したが逆転され1959年4月2日にキングレコードと契約した。
1959年6月17日から1970年3月31日までフジテレビ系の歌謡番組『ザ・ヒットパレード』のレギュラーに抜擢される。
その後1961年6月4日から1972年10月1日まで日本テレビ系の人気バラエティー番組『シャボン玉ホリデー』でメイン司会を務めた。
『夜のヒットスタジオ』には1969年（昭和44年）1月13日に初出演（曲は「ガラスの城」）して以来、約6年間の間に40回に渡り出演。まだ「歌謡バラエティ」の色が強かった夜ヒットにおける常連歌手の一組であり、『シャボン玉ホリデー』での経験から当時の人気コーナー「歌謡ドラマ」にも率先して参加した。引退前最後の出演となった1975年（昭和50年）3月31日放送では番組史上初の「サヨナラ」企画が組まれ、ハナ肇、植木等、坂本九、坂本スミ子、伊東ゆかり、中尾ミエ、こまどり姉妹、平尾昌晃ら歌手・タレント仲間が数多く駆けつけ「情熱の花」、「ローマの雨」、「心の窓にともし灯を」、「可愛い花」の計4曲を熱唱した。
日本国外でも活躍し、『エド・サリヴァン・ショー』（アメリカ）や『カテリーナ・バレンテ・ショー』（当時の西ドイツ。現・ドイツ）、『ダニー・ケイ・ショー』（アメリカ）にも出演したことがある。
また、女優活動も行っており、映画などにも数作出演。中でも『モスラ』での「小美人」役は2人のキャラクター性を活かした役柄であった。東宝作品では、ゴジラシリーズやクレージー映画に出演したほか、主演映画も制作された。
和製ポップスを海外公演などによって世界に広めた功績は大きく、特に当時の東西両ドイツやイタリアでは、日本の歌手といえば即座に「ザ・ピーナッツ」と連想されるほどの活躍ぶりも高く評価された。

### 引退
1975年2月18日に当時東京都千代田区有楽町の三信ビルヂングにあった渡辺プロダクション社屋にて記者会見を開き、現役を引退することを表明した。
同年3月31日には番組開始時より数多く出演をした『夜のヒットスタジオ』（フジテレビ系）にて引退記念特集「さよならピーナッツ」が組まれ、続く4月5日にはNHKホールにおいて、高橋圭三司会で「さよなら公演」を興行。
この時、渡辺プロの主要タレントがほぼ総出で見届けていた。なお、このさよなら公演は3月から4月に掛けて大阪・京都・名古屋でも行われていた。同公演を最後に芸能界を引退。以後はほぼ公の場には姿を現すことはなかった。

### 引退後
姉の伊藤エミは1975年6月4日に同じ所属事務所であった沢田研二と結婚し、世田谷区中町のハナ肇宅の隣に居を構えていた。その後1男を出産するが、1987年1月に離婚した。
ニッポン放送（JOLF）で、1961年（昭和36年）から1965年（昭和40年）にかけて、その名も『ザ・ピーナッツ』というタイトルで、伊藤姉妹がDJを務めていたラジオ番組の音源（放送日のデータは不明）が発見されたのをきっかけに、番組中で歌唱した曲（未発表曲10曲を含む）を集めてコンパクトディスク化したアルバムを、キングレコードが2008年（平成20年）11月26日に発売した。
2005年12月23日より2006年1月15日まで東京都千代田区にある丸ビルで「渡辺プロダクション創立50周年企画 「抱えきれない夢」 日本のエンターテインメントの50年」が開催され、会場内の「ザ・ピーナッツコーナー」の展示品に、さよなら公演で使用されたマイクが伊藤エミ・ユミの提供により展示されていた。
2012年6月15日、姉：伊藤エミが死去。およそ4年後の2016年5月18日には妹：伊藤ユミが死去した。
2016年9月7日、生誕75周年を記念して森高千里や華原朋美、元Winkの相田翔子、そしてメンバーに吉田美和を擁するユニットFUNK THE PEANUTSら全12組が参加した自身初となるトリビュート・アルバム「ザ・ピーナッツ トリビュート・ソングス」とオリジナル音源を収録したコンピレーション・アルバム「ザ・ピーナッツ オリジナル・ソングス」の2枚が同時リリースされた。

## 名付け親
グループ名は元・日本テレビのプロデューサー、井原高忠がグループ名、2人の芸名ともに名付けた。また、姉妹それぞれの芸名を付けたのは渡邊晋である。

## エミとユミの相違点
双子の見分け方
ほくろのある方がエミ、ない方がユミ（最初期はユミもマジックで付けほくろをしていた）。
双子の性格の違い
エミは本人によればおっちょこちょい、ユミによれば優しいが短気で周りによるとドジ気味。ユミはエミによると冷静で素直。
歌のパート
ハーモニーがエミ、メロディーがユミで歌うのが通常のパターンである。

## エピソード
- 野球に興味があり、活動当時は姉妹揃って中日ドラゴンズファン、特に森徹のファンである。姉妹で過去に1度森を訪問したことがある。
- ザ・ピーナッツの愛車はプリンス自動車[注釈 14]の桃（ピンク）色の車（プリンス・グロリアデラックス）であった。
- 『モスラ』やゴジラシリーズの監督を務めた本多猪四郎によれば、2人は役のセリフだけでなく、日常的にも声が重なることがよくあったと証言している[13]。

## 出演

### 主なテレビ番組
- 魅惑の宵（初レギュラー番組）
- ザ・ヒットパレード
- シャボン玉ホリデー
- 8時だョ!全員集合(TBS、1974年9月14日、お別れですあなた)

### ラジオ番組
- 『ザ・ピーナッツ』（ニッポン放送 1961年 - 1965年／朝帯番組）

### 映画
- 素晴らしき十九歳（1959年7月14日、松竹）
- 実は熟したり（1959年9月17日、大映)
- 可愛い花（1959年11月3日、日活）
- 右門捕物帖 地獄の風車 （1960年3月1日、東映） - 風車売りの姉妹
- 女は抵抗する （1960年3月8日、大映） - 新人歌手
- 情熱の花（1960年11月12日、日活）
- 腰抜け女兵騒動（1961年1月26日、東宝）
- 飛び出した女大名（1961年4月16日、大映）
- モスラ登場作品（東宝） - 小美人[2][注釈 15]
  - モスラ（1961年7月30日）
  - モスラ対ゴジラ（1964年4月29日）
  - 三大怪獣 地球最大の決戦（1964年12月20日）
- 私と私（1962年8月11日、東宝）：主演映画 - 赤城増美（エミ）、山本まゆみ（ユミ）役
- 夢で逢いましょ（1962年9月15日、東宝）
- 若い仲間たち うちら祇園の舞妓はん（1963年6月30日、東宝）：主演映画
- クレージー作戦シリーズ（東宝＝渡辺プロ）
  - 大冒険（1965年10月31日） - クラブの歌手
  - クレージー黄金作戦（1967年4月29日） - 歌手
  - クレージーメキシコ大作戦（1968年4月27日） - メキシコショーの歌手

## 音楽

### シングル

#### カヴァー・ポップス作品
| #        | 発売日   | A面 B面  | タイトル                         | 作詞              | 作曲                                  | 編曲            | 型番           |
| 1950年代 | 1950年代 | 1950年代 | 1950年代                         | 1950年代          | 1950年代                              | 1950年代        | 1950年代       |
| -------- | -------- | -------- | -------------------------------- | ----------------- | ------------------------------------- | --------------- | -------------- |
| 1        | 1959.04  | A        | 可愛い花                         | 音羽たかし        | S. Bechet                             | 宮川泰          | EA-82          |
| 1        | 1959.04  | B        | 南京豆売り                       | 音羽たかし 宮川泰 | L.W. Gilbert M. Simmons M. Sunshine   | 内藤法美        | EA-82          |
| 2        | 1959.06  | A        | キサス・キサス                   | 音羽たかし        | O. Ferres J. Davis                    | 宮川泰          | EB-188         |
| 2        | 1959.06  | B        | チャッキリ・チャ・チャ・チャ     | 北原白秋          | 町田嘉章                              | 宮川泰          | EB-188         |
| 3        | 1959.09  | A        | 情熱の花                         | 音羽たかし 水島哲 | B. Botkin P. Murtagh G. Garfield      | 宮川泰          | EB-219         |
| 3        | 1959.09  | B        | 米山さんから                     | (新潟県民謡)      | (新潟県民謡)                          | 宮川泰          | EB-219         |
| 1960年代 |          |          |                                  |                   |                                       |                 |                |
| 4        | 1960.02  | A        | 乙女の祈り                       | 音羽たかし        | T. Badarzewska 椙山浩一 (補作)        | 宮川泰          | EB-311         |
| 4        | 1960.02  | B        | ばってん、ばってん、ばってんてん | (熊本県民謡)      | (熊本県民謡)                          | 宮川泰          | EB-311         |
| 5        | 1960.04  | A        | 悲しき16才                       | 音羽たかし        | I. Koslotti I. Reid T. Sprimger       | 宮川泰          | EB-324         |
| 5        | 1960.04  | B        | 心の窓にともし灯を               | 横井弘            | 中田喜直                              | 宮川泰          | EB-324         |
| 6        | 1960.07  | A        | 月影のナポリ                     | 千家春 (岩谷時子) | S. Skylar F. Migliacci B. De Filippie | 宮川泰          | EB-366         |
| 6        | 1960.07  | B        | 白鳥の恋                         | 千家春 (岩谷時子) | P. Tchaikovsky B. Worth               | 宮川泰          | EB-366         |
| 7        | 1960.10  | A        | パパはママにイカレてる           | 音羽たかし        | J. Moutet                             | 宮川泰          | EB-7022        |
| 7        | 1960.10  | B        | マイ・ホーム・タウン             | 音羽たかし        | P. Anka                               | 宮川泰          | EB-7022        |
| 8        | 1960.10  | A        | ジングル・ベル                   | 音羽たかし        | P. Pont                               | 宮川泰          | EB-7019        |
| 8        | 1960.10  | B        | サンタクロースがやってくる       | 音羽たかし        | H. Gillespie J.F. Coots               | 宮川泰          | EB-7019        |
| 9        | 1960.10  | A        | 清しこの夜                       | J.モーア          | F. Gruber                             | 宮川泰 石川皓也 | EB-7020        |
| 9        | 1960.10  | B        | 別れのワルツ                     | 稻垣千穎          | (スコットランド民謡)                  | 宮川泰          | EB-7020        |
| 10       | 1960.12  | A        | ルナ・ナポリターナ               | 音羽たかし        | O. Gautschi V. Panzuti                | 宮川泰          | EB-7026 SEB-6  |
| 10       | 1960.12  | B        | バイアの小道                     | 音羽たかし        | D. Burgess A. Salvet A. Rouvre        | 宮川泰          | EB-7026 SEB-6  |
| 11       | 1961.02  | A        | 17歳よさようなら                 | 音羽たかし        | U. Bindi                              | 宮川泰          | EB-7028 SEB-7  |
| 11       | 1961.02  | B        | 二人はしあわせ                   | 音羽たかし        | J. Fulton L. Steele                   | 宮川泰          | EB-7028 SEB-7  |
| 12       | 1961.05  | A        | しあわせがいっぱい               | 音羽たかし        | R. Angiolimi G. Rapetti               | 宮川泰          | EB-7034 SEB-17 |
| 12       | 1961.05  | B        | マッダレーナおばあさん           | 音羽たかし        | Misa Pallavisini Massara              | 宮川泰          | EB-7034 SEB-17 |
| 13       | 1961.07  | A        | スク・スク                       | 音羽たかし        | T. Rojas F. Bonitay A. Ferreri        | 宮川泰          | EB-7038 SEB-22 |
| 13       | 1961.07  | B        | カカオの瞳                       | 音羽たかし        | C. Rigual H. Bradtke                  | 宮川泰          | EB-7038 SEB-22 |
| 14       | 1961.09  | A        | ペピト                           | 音羽たかし        | A. Truscott C. Taylor                 | 宮川泰          | EB-7048 SEB-34 |
| 14       | 1961.09  | B        | ヘロー・メリー・ルー             | 音羽たかし        | G. Pitney                             | 宮川泰          | EB-7048 SEB-34 |
| 15       | 1962.01  | A        | コーヒー・ルンバ                 | あらかはひろし    | J.M. Perroni                          | 宮川泰          | EB-7052 SEB-38 |
| 15       | 1962.01  | B        | シンデレラ                       | 音羽たかし        | P. Anka                               | 宮川泰          | EB-7052 SEB-38 |
| 16       | 1962.01  | A        | イエロー・バード                 | 音羽たかし        | M. Keith A. Bergman N. Luboff         | 宮川泰          | EB-7064 SEB-50 |
| 16       | 1962.01  | B        | あなたに夢中                     | 音羽たかし        | F. Gerald R.F. Dolan                  | 宮川泰          | EB-7064 SEB-50 |
| 17       | 1962.03  | A        | 君去りし夜                       | あらかはひろし    | O. Oropeza                            | 宮川泰          | EB-7086        |
| 17       | 1962.03  | B        | あなたなんかもういや             | 岩谷時子          | G. Larsen B. Belland                  | 宮川泰          | EB-7086        |
| 18       | 1962.05  | A        | 夕焼けのトランペット             | 音羽たかし        | F. Pissano N. Rosso                   | 宮川泰          | EB-7097 SEB-55 |
| 18       | 1962.05  | B        | ローマの恋                       | 音羽たかし        | C. Rustichelli                        | 宮川泰          | EB-7097 SEB-55 |
| 19       | 1962.06  | A        | モスコーの夜は更けて             | 音羽たかし        | M.L. Matusovosky                      | 宮川泰          | EB-7108        |
| 19       | 1962.06  | B        | 初恋のところ                     | あらかはひろし    | G. Ferrio                             | 宮川泰          | EB-7108        |
| 20       | 1962.07  | A        | イエスサリー                     | あらかはひろし    | L. Scott                              | 宮川泰          | EB-7121        |
| 20       | 1962.07  | B        | グッド・ラック・チャーム         | あらかはひろし    | A. Schroder W. Gold                   | 宮川泰          | EB-7121        |
| 21       | 1962.09  | A        | さいはての慕情                   | あらかはひろし    | L. Scott                              | 宮川泰          | EB-7133        |
| 21       | 1962.09  | B        | ジョニー・エンジェル             | あらかはひろし    | L. Pockriss L. Duddy                  | 宮川泰          | EB-7133        |
| 22       | 1962.12  | A        | レモンのキッス                   | みナみカズみ      | A. Ponchielli                         | 宮川泰          | EB-7165        |
| 22       | 1962.12  | B        | 恋のジューク・ボックス           | 漣健児            | B. Russell P. Medley                  | 宮川泰          | EB-7165        |
| 23       | 1963.02  | A        | 夜霧に泣くブルース               | 三田恭次          | S. Applebaum                          | 宮川泰          | EB-7179        |
| 23       | 1963.02  | B        | トンボラ                         | 岩谷時子          | A. Alguero                            | 宮川泰          | EB-7179        |
| 24       | 1964.01  | A        | 悲しきカンガルー                 | 福地美穂子        | R. Harris                             | 宮川泰          | EB-7248        |
| 24       | 1964.01  | B        | ノン・ムッシュ                   | あらかはひろし    | H. Gilaud B. Roberts                  | 宮川泰          | EB-7248        |
| 25       | 1965.01  | A        | 二人の恋人は? (ドイツ語)         | K. Hertha         | H. Kiessling                          | H. Kiessling    | HIT-1162       |
| 25       | 1965.01  | B        | ヘイ・キャプテン (ドイツ語)      | H. Hellmer        | H. Kiessling                          | H. Kiessling    | HIT-1162       |
| 26       | 1965.01  | A        | スーヴェニール・東京 (ドイツ語)  | J. Nicolas        | H. Kiessling                          | H. Kiessling    | HIT-1163       |
| 26       | 1965.01  | B        | ハッピー・ヨコハマ (ドイツ語)    | K. Hertha         | H. Kiessling                          | H. Kiessling    | HIT-1163       |
| 27       | 1965.03  | A        | 二人の恋人は?                    | 安井かずみ        | H. Kiessling                          | H. Kiessling    | BS-7071        |
| 27       | 1965.03  | B        | スーヴェニール･東京              | 岩谷時子          | H. Kiessling                          | H. Kiessling    | BS-7071        |
| 28       | 1965.08  | A        | かわいい小鳥                     | あらかはひろし    | J.D. Loudermilk                       | 東海林修        | BS-7114        |
| 28       | 1965.08  | B        | ブルーレディーに紅バラを         | 安井かずみ        | S. Tepper R. Bennet                   | 東海林修        | BS-7114        |
| 29       | 1965.12  | A        | 乙女の涙                         | 安井かずみ        | R. Dumas J.J. Debout                  | 宮川泰          | BS-7128        |
| 29       | 1965.12  | B        | 明日になれば                     | 安井かずみ        | 宮川泰                                | 宮川泰          | BS-7128        |
| 30       | 1966.08  | A        | シュガー・キャンディー           | 安井かずみ        | G. Loose W. Scharfenberger            | 宮川泰          | BS-7148        |
| 30       | 1966.08  | B        | スパニッシュ・フリー             | 安井かずみ        | J. Wechter                            | 宮川泰          | BS-7148        |

#### オリジナル作品
| #        | 発売日   | A面 B面  | タイトル                                             | 作詞                         | 作曲                  | 編曲             | 型番            |
| 1960年代 | 1960年代 | 1960年代 | 1960年代                                             | 1960年代                     | 1960年代              | 1960年代         | 1960年代        |
| -------- | -------- | -------- | ---------------------------------------------------- | ---------------------------- | --------------------- | ---------------- | --------------- |
| 1        | 1961.06  | A        | インファントの娘                                     | 池すすむ                     | 池すすむ              | 宮川泰           | EB-7030         |
| 1        | 1961.06  | B        | 草原情歌                                             | 劉俊南 青山梓                | 王洛賓                | 宮川泰           | EB-7030         |
| 2        | 1961.08  | A        | 今池音頭                                             | 高橋掬太郎                   | 飯田三郎              | 宮川泰           | EB-535          |
| 2        | 1961.08  | B        | お城音頭                                             | -                            | 飯田三郎              | 宮川泰           | EB-535          |
| 3        | 1961.08  | A        | あれは十五の夏祭り                                   | 岩谷時子                     | 宮川泰                | 宮川泰           | EB-570 SEB-26   |
| 3        | 1961.08  | B        | スク・スク・ドール                                   | 青島幸男                     | 中村八大              | 宮川泰           | EB-570 SEB-26   |
| 4        | 1962.02  | A        | いつも心に太陽を                                     | 横井弘                       | 中田喜直              | 宮川泰           | EB-7072 SEB-41  |
| 4        | 1962.02  | B        | 山小屋の太郎さん                                     | 岩谷時子                     | 宮川泰                | 宮川泰           | EB-7072 SEB-41  |
| 5        | 1962.02  | A        | ふりむかないで                                       | 岩谷時子                     | 宮川泰                | 宮川泰           | EB-7075         |
| 5        | 1962.02  | B        | アテネの恋唄                                         | 岩谷時子                     | M.Hajidakis           | 宮川泰           | EB-7075         |
| 6        | 1962.05  | A        | 私と私                                               | 永六輔                       | 中村八大              | 中村八大         | EB-7088         |
| 6        | 1962.05  | B        | 幸福のシッポ                                         | 永六輔                       | 中村八大              | 中村八大         | EB-7088         |
| 7        | 1962.10  | A        | 二人の高原                                           | 岩谷時子                     | 宮川泰                | 宮川泰           | EB-7150         |
| 7        | 1962.10  | B        | 手編みの靴下                                         | 竹内伸光 岩谷時子            | 宮川泰                | 宮川泰           | EB-7150         |
| 8        | 1963.01  | A        | 若い季節                                             | 永六輔                       | 桜井順                | 宮川泰           | EB-807 KO6S-434 |
| 8        | 1963.01  | B        | わたしの心はうわのそら                               | 竹内伸光 音羽たかし          | 宮川泰                | 宮川泰           | EB-807 KO6S-434 |
| 9        | 1963.01  | A        | 祇園小唄                                             | 長田幹彦                     | 佐々紅華              | 宮川泰           | EB-822 SB-8     |
| 9        | 1963.01  | B        | 深川くずし                                           | 神長瞭月、山口凌雲           | 神長瞭月、山口凌雲    | 宮川泰           | EB-822 SB-8     |
| 10       | 1963.04  | A        | 恋のバカンス                                         | 岩谷時子                     | 宮川泰                | 宮川泰           | EB-7196         |
| 10       | 1963.04  | B        | チャオ                                               | あらかはひろし               | G.Ferrio              | 宮川泰           | EB-7196         |
| 11       | 1963.05  | A        | 舞妓はん音頭                                         | 岩谷時子                     | 宮川泰                | 宮川泰           | EB-914 SB-914   |
| 11       | 1963.05  | B        | わてら祇園の舞妓はん                                 | 池すすむ                     | 萩原哲晶              | 萩原哲晶         | EB-914 SB-914   |
| 12       | 1963.11  | A        | 東京たそがれ                                         | 岩谷時子                     | 宮川泰                | 宮川泰           | EB-987          |
| 12       | 1963.11  | B        | こっちを向いて                                       | 秋元近史                     | 宮川泰                | 宮川泰           | EB-987          |
| 13       | 1964.03  | A        | キャンディー・ムーン                                 | 安井かずみ                   | 宮川泰                | 宮川泰           | BS-7003         |
| 13       | 1964.03  | B        | ドミニク                                             | 福地美穂子                   | S.Sourire             | 宮川泰           | BS-7003         |
| 14       | 1964.05  | A        | ジューン・ブライド                                   | 岩谷時子                     | 宮川泰                | 宮川泰           | BS-9            |
| 14       | 1964.05  | B        | ほほにかかる涙                                       | 安井かずみ                   | R.Satti               | 宮川泰           | BS-9            |
| 15       | 1964.09  | A        | 赤いダイヤ (藤田まこと)                              | 池すすむ                     | 山本直純              | 山本直純         | BS-87           |
| 15       | 1964.09  | B        | 好きになっちゃっちゃった (藤田まこと&ザ・ピーナッツ) | 竹内伸光                     | 宮川泰                | 宮川泰           | BS-87           |
| 16       | 1964.09  | A        | 青空の笑顔                                           | 安井かずみ                   | 宮川泰                | 宮川泰           | BS-7039         |
| 16       | 1964.09  | B        | ポエトリー                                           | 安井かずみ                   | M.Anthony P.Kaufman   | 東海林修         | BS-7039         |
| 17       | 1964.09  | A        | ウナ・セラ・ディ東京                                 | 岩谷時子                     | 宮川泰                | 東海林修         | BS-7040         |
| 17       | 1964.09  | B        | 知らなかった                                         | 三田恭次                     | P.Calvi               | 東海林修         | BS-7040         |
| 18       | 1964.11  | A        | マイ・ラヴ                                           | 安井かずみ                   | 宮川泰                | 宮川泰           | BS-7053         |
| 18       | 1964.11  | B        | ブーベの恋人                                         | 漣健児                       | C.Rustichelli         | 東海林修         | BS-7053         |
| 19       | 1965.03  | A        | かえしておくれ今すぐに                               | 藤田敏雄                     | いずみたく            | 宮川泰           | BS-7085         |
| 19       | 1965.03  | B        | ドンナ・ドンナ                                       | 安井かずみ                   | S.Secunda             | 宮川泰           | BS-7085         |
| 20       | 1965.07  | A        | あなたの胸に                                         | 安井かずみ                   | 宮川泰                | 宮川泰           | BS-7102         |
| 20       | 1965.07  | B        | 私を愛して                                           | 漣健児                       | J.Kennedy M.Singleton | 宮川泰           | BS-7102         |
| 21       | 1966.05  | A        | 愛は永遠に                                           | 岩谷時子                     | 宮川泰                | 宮川泰           | BS-7141         |
| 21       | 1966.05  | B        | 花のささやき                                         | 音羽たかし                   | C.Donida              | 宮川泰           | BS-7141         |
| 22       | 1966.10  | A        | ローマの雨                                           | 橋本淳                       | すぎやまこういち      | 服部克久         | BS-515          |
| 22       | 1966.10  | B        | 銀色の道                                             | 塚田茂                       | 宮川泰                | 宮川泰           | BS-515          |
| 23       | 1967.05  | A        | 東京ブルー・レイン                                   | 有馬三恵子                   | 鈴木淳                | 宮川泰           | BS-641          |
| 23       | 1967.05  | B        | しあわせの花を摘もう                                 | 塚田茂                       | 宮川泰                | 宮川泰           | BS-641          |
| 24       | 1967.08  | A        | 恋のフーガ                                           | なかにし礼                   | すぎやまこういち      | 宮川泰           | BS-692          |
| 24       | 1967.08  | B        | 離れないで                                           | 橋本淳                       | 筒美京平              | 宮川泰           | BS-692          |
| 25       | 1968.02  | A        | 恋のオフェリア                                       | なかにし礼                   | 宮川泰                | 宮川泰           | BS-778          |
| 25       | 1968.02  | B        | 愛のフィナーレ                                       | なかにし礼                   | 宮川泰                | 宮川泰           | BS-778          |
| 26       | 1968.06  | A        | 恋のロンド                                           | 橋本淳                       | すぎやまこういち      | 宮川泰           | BS-838          |
| 26       | 1968.06  | B        | 愛への祈り                                           | 橋本淳                       | すぎやまこういち      | すぎやまこういち | BS-838          |
| 27       | 1968.10  | A        | ガラスの城                                           | なかにし礼                   | 鈴木邦彦              | 森岡賢一郎       | BS-917          |
| 27       | 1968.10  | B        | たった一度の夢                                       | 岩谷時子                     | 宮川泰                | 宮川泰           | BS-917          |
| 28       | 1969.03  | A        | 悲しきタンゴ                                         | なかにし礼                   | すぎやまこういち      | 宮川泰           | BS-958          |
| 28       | 1969.03  | B        | 愛しい人にさよならを                                 | なかにし礼                   | すぎやまこういち      | すぎやまこういち | BS-958          |
| 29       | 1969.07  | A        | 哀愁のヴァレンティーノ                               | なかにし礼                   | すぎやまこういち      | 宮川泰           | BS-1028         |
| 29       | 1969.07  | B        | 夕陽に消えた恋                                       | なかにし礼                   | すぎやまこういち      | 宮川泰           | BS-1028         |
| 30       | 1969.09  | A        | 野いちご摘んで                                       | 山口あかり                   | 田辺信一              | 小谷充           | BS-1075         |
| 30       | 1969.09  | B        | ついて行きたい                                       | 山口あかり                   | 田辺信一              | 小谷充           | BS-1075         |
| 1970年代 |          |          |                                                      |                              |                       |                  |                 |
| 31       | 1970.03  | A        | 男と女の世界                                         | 山上路夫                     | 沢田研二              | クニ河内         | BS-1157         |
| 31       | 1970.03  | B        | しあわせの誓い                                       | 山上路夫                     | 沢田研二              | クニ河内         | BS-1157         |
| 32       | 1970.07  | A        | 東京の女                                             | 山上路夫                     | 沢田研二              | 宮川泰           | BS-1235         |
| 32       | 1970.07  | B        | 愛が終ったとき                                       | 山上路夫                     | クニ河内              | クニ河内         | BS-1235         |
| 33       | 1970.12  | A        | 大阪の女                                             | 橋本淳                       | 中村泰士              | 森岡賢一郎       | BS-1300         |
| 33       | 1970.12  | B        | 青白いバラ                                           | 山上路夫                     | 沢田研二              | 宮川泰           | BS-1300         |
| 34       | 1971.05  | A        | なんの気なしに                                       | 山上路夫                     | 沢田研二              | 宮川泰           | BS-1380         |
| 34       | 1971.05  | B        | 北国の恋                                             | 山上路夫                     | 沢田研二              | 宮川泰           | BS-1380         |
| 35       | 1971.10  | A        | サンフランシスコの女                                 | 橋本淳                       | 中村泰士              | 高田弘           | BS-1442         |
| 35       | 1971.10  | B        | ロンリー香港                                         | 岩谷時子                     | 宮川泰                | 宮川泰           | BS-1442         |
| 36       | 1972.03  | A        | リオの女                                             | 橋本淳                       | 中村泰士              | 高田弘           | BS-1505         |
| 36       | 1972.03  | B        | 恋のカーニバル                                       | 安井かずみ                   | 中村泰士              | 高田弘           | BS-1505         |
| 37       | 1972.08  | A        | さよならは突然に                                     | 山上路夫                     | 鈴木邦彦              | 鈴木邦彦         | BS-1584         |
| 37       | 1972.08  | B        | 夜行列車                                             | 山上路夫                     | 鈴木邦彦              | 鈴木邦彦         | BS-1584         |
| 38       | 1973.02  | A        | 指輪のあとに                                         | 安井かずみ                   | 加瀬邦彦              | 馬飼野俊一       | BS-1636         |
| 38       | 1973.02  | B        | 最終便                                               | 安井かずみ                   | 加瀬邦彦              | 馬飼野俊一       | BS-1636         |
| 39       | 1973.07  | A        | 情熱の砂漠                                           | 山上路夫                     | 加瀬邦彦              | 星勝             | BS-1734         |
| 39       | 1973.07  | B        | あの時、もし                                         | 安井かずみ                   | 加瀬邦彦              | 星勝             | BS-1734         |
| 40       | 1974.01  | A        | 気になる噂                                           | 山上路夫                     | 加瀬邦彦              | 星勝             | BS-1789         |
| 40       | 1974.01  | B        | ひとり暮し                                           | 山上路夫                     | 加瀬邦彦              | 星勝             | BS-1789         |
| 41       | 1974.04  | A        | 愛のゆくえ                                           | 荒木とよひさ                 | 加瀬邦彦              | 宮川泰           | BS-1827         |
| 41       | 1974.04  | B        | さよならは微笑んで                                   | 山上路夫                     | 加瀬邦彦              | 宮川泰           | BS-1827         |
| 42       | 1974.09  | A        | お別れですあなた                                     | 千家和也                     | すぎやまこういち      | すぎやまこういち | BS-1868         |
| 42       | 1974.09  | B        | 季節めぐり                                           | 千家和也                     | すぎやまこういち      | すぎやまこういち | BS-1868         |
| 43       | 1975.03  | A        | 浮気なあいつ                                         | 山口洋子                     | 宮川泰                | 宮川泰           | BS-1917         |
| 43       | 1975.03  | B        | よこがお                                             | 山口洋子                     | 宮川泰                | 森岡賢一郎       | BS-1917         |
| 44       | 1978.05  | A        | モスラの歌                                           | 田中友幸 本多猪四郎 関沢新一 | 古関裕而              | 古関裕而         | TV-41           |
| 44       | 1978.05  | B        | インファントの娘                                     | 池すすむ                     | 池すすむ              | 古関裕而         | TV-41           |

### EP
| #  | 発売日  | タイトル                         | 収録曲                                                                | 型番    |
| -- | ------- | -------------------------------- | --------------------------------------------------------------------- | ------- |
| 1  | 1960.10 | 可愛い花                         | ジングル・ベル サンタ・クロースがやってくる きよしこの夜 別れのワルツ | EB395/6 |
| 2  | 1961.10 | ピーナッツのクリスマス・ソング   | ジングル・ベル サンタ・クロースがやってくる きよしこの夜 別れのワルツ | SKW-1   |
| 3  | 1963.09 | ザ・ピーナッツ・ヒット集 (その1) | 恋のバカンス ふりむかないで 夕焼けのトラムペット さいはての慕情       | BB-24   |
| 4  | 1964.05 | ザ・ピーナッツ・ヒット集 (その2) | ドミニク ノン・ムッシュ ウナ・セラ・ディ・東京 悲しきカンガルー       | BB-66   |
| 5  | 1964.06 | ドミニク                         | ドミニク アラ・ソロテ ウナ・セラ・ディ・東京 ダンケ・シェーン         | SS-31   |
| 6  | 1965.02 | マイ・ラヴ                       | マイ・ラヴ キャンディー・ムーン ブーベの恋人 青空の笑顔               | SS-42   |
| 7  | 1966.07 | 明日になれば                     | 明日になれば 花のささやき 悲恋 天使のためいき                         | SS-152  |
| 8  | 1967    | ローマの雨                       | ローマの雨 銀色の道 スパニッシュ・フリー 乙女の涙                     | SS-197  |
| 9  | 1967    | 恋のフーガ                       | 恋のフーガ 離れないで 東京ブルーレイン ローマの雨                     | SS-236  |
| 10 | 1970    | 沢田研二作品をうたう             | 東京の女 白い小舟 男と女の世界 しあわせの誓い                         | SS-372  |
| 11 | 1971    | なんの気なしに                   | なんの気なしに 東京の女 大阪の女 愛が終わったとき                     | SS-397  |

### LP
| #  | 発売日  | タイトル                                                              | 型番             |
| -- | ------- | --------------------------------------------------------------------- | ---------------- |
| 1  | 1959.10 | 可愛いピーナッツ                                                      | LKF-1060         |
| 2  | 1960.02 | ピーナッツ民謡お国めぐり                                              | LKF-1069         |
| 3  | 1960.10 | ピーナッツの"ザ・ヒット・パレード "                                   | LKF-1111         |
| 4  | 1961.04 | 夢であなたに: ピーナッツのポピュラー・ムード                          | LKF-1124         |
| 5  | 1962.01 | ピーナッツのザ・ヒット・パレード第2集                                 | LKF-1209 SKF-63  |
| 6  | 1962.08 | ピーナッツのザ・ヒット・パレード第3集                                 | LKF-1273 SKF-118 |
| 7  | 1963.01 | 祇園小唄: ピーナッツのムード民謡                                      | SKG-4            |
| 8  | 1963.08 | バカンスだよ: ピーナッツのザ・ヒット・パレード=Vol.4                  | LKF-1364 SKG-33  |
| 9  | 1963.04 | ピーナッツの ポピュラー・スタンダード                                 | SKJ-1017         |
| 10 | 1964.04 | ピーナッツのザ・ヒット・パレード第4集                                 | SKG-59           |
| 11 | 1964.09 | ウナ・セラ・ディ東京／ピーナッツのザ・ヒット・パレード Vol.5          | SKK-33           |
| 12 | 1965.06 | アモーレ・スクーザミ／ピーナッツのヒット・パレード Vol.6              | SKK-119          |
| 13 | 1966.04 | AROUND THE EUROPE／ザ・ピーナッツのヒット・パレード Vol.６            | SKK-225          |
| 14 | 1967    | ザ・ピーナッツ・デラックス                                            | SKK-394          |
| 15 | 1968.12 | ピーナッツ・ゴールデン・デラックス ＜ベスト・オブ・ピーナッツ＞       | SKK-475/6        |
| 16 | 1970    | フィーリン・グッド ピーナッツの新しい世界                             | SKD-39           |
| 17 | 1972    | 世界の女たち ザ・ピーナッツ                                           | SKA-18           |
| 18 | 1971    | 華麗なるフランシス・レイ・サウンド ザ・ピーナッツ最新映画主題歌を歌う | SKD-87 4K-2      |
| 19 | 1972    | ザ・ピーナッツ・オン・ステージ                                        | SKA-37 4K-38     |
| 20 | 1973    | 情熱の砂漠: ジャスト・ナウ                                            | SKA-59           |
| 21 | 1980    | モニュメント: ザ・ピーナッツ・ラスト・ライヴ                          | SKD-570/1        |

=== シングル以外 ===
- ふたりの四季（ABCホームソングとして制作・放送。後に梓みちよが、3番をカットしたものを「ポカンポカン」のタイトルでカバーしヒット）
- 砂に消えた涙（弘田三枝子、伊東ゆかりなどとの競作）
- オー・シャンゼリーゼ
- スター・ダスト
- 白い恋人たち（1968年グルノーブルオリンピックの同名記録映画主題曲の日本語訳歌唱）
- 昭和フォーティーズ～ザ・ピーナッツ・オン・ステージ（ヒット曲や洋楽カバーなどを収録したライブ盤、1972年）
- 小さな喫茶店（1935年の中野忠晴の曲をカバー。歌謡喫茶・昭和のエンディングに使われている。）

### CMソング
コマーシャルソングの一部を記述。
- 日立キドカラーの歌
- 小田急ピポーの電車
- オークラ・コロコンの唄
- キッコーマンの歌
- レナウンの唄（「ワンサカ娘」（弘田三枝子）が発表される前はザ・ピーナッツの歌が使用されていた）
- エーワンベーカリーのうた
- プリンス自動車の歌
- 日本テレビの歌
- QRソング（文化放送）
- 資生堂ミラクルの歌
- ハマフォームポーリーの唄（横浜ゴム）
- しるこサンド
- マルゴのタナベ（田辺製薬（現・田辺三菱製薬））

など。

### 放送番組向けソング
- ミュージックフェア

### 民謡
民謡関連の一部の曲目を記述。
- ばってん、ばってん、ばってんてん（おてもやん）
- お城音頭/今池音頭
- 米山さんから（三階節）
- ちゃっきり、ちゃ、ちゃ、ちゃ（ちゃっきり節）
- 五木の子守唄
- 八木節
- 斎太郎節

など。

### クリスマスソング
- 清しこの夜
- ジングル・ベル
- サンタクロースがやってくる/サンタが町にやってくる
- ホワイト・クリスマス

### その他
- 別れのワルツ

## 支えた裏方達
ザ・ピーナッツ担当のマネージャーは基本的に幹部候補生を数名抜擢した。これらの担当者は後年、渡辺プロで、あるいは独立し、それぞれが芸能界で大成している。
主なマネージャー
- 松下治夫（渡辺プロダクション元社員） - 芸能プロ・ワイズメン代表
- 諸岡義明（渡辺プロダクション社員（現・取締役）、後にキャンディーズも担当する）
- 池田道彦（渡辺プロダクション元社員） - 元・アトリエ・ダンカン代表取締役
- 大里洋吉（渡辺プロダクション元社員） - 株式会社アミューズ代表取締役会長

## NHK紅白歌合戦出場歴
- NHK紅白歌合戦には1959年（第10回)から引退前年の1974年（第25回）まで16回連続で出場。実の兄弟・姉妹としては史上初めて出場。また、兄弟・姉妹による16回連続出場という記録も持つ。16回連続出場はPerfumeと並び紅組でのグループの最長記録。

| 年度/放送回               | 回 | 曲目                                 | 出演順 | 対戦相手                       | 備考      |
| ------------------------- | -- | ------------------------------------ | ------ | ------------------------------ | --------- |
| 1959年（昭和34年）/第10回 | 初 | 情熱の花                             | 07/25  | 和田弘とマヒナ・スターズ       |           |
| 1960年（昭和35年）/第11回 | 2  | 悲しき16才                           | 11/27  | 和田弘とマヒナ・スターズ(2)    |           |
| 1961年（昭和36年）/第12回 | 3  | スク・スク                           | 19/25  | ダーク・ダックス               |           |
| 1962年（昭和37年）/第13回 | 4  | ふりむかないで                       | 05/25  | ダーク・ダックス(2)            |           |
| 1963年（昭和38年）/第14回 | 5  | 恋のバカンス                         | 22/25  | デューク・エイセス             |           |
| 1964年（昭和39年）/第15回 | 6  | ウナ・セラ・ディ東京                 | 24/25  | 坂本九                         | トリ前    |
| 1965年（昭和40年）/第16回 | 7  | ロック・アンド・ロール・ミュージック | 21/25  | デューク・エイセス(2)          |           |
| 1966年（昭和41年）/第17回 | 8  | ローマの雨                           | 16/25  | ジャッキー吉川とブルーコメッツ |           |
| 1967年（昭和42年）/第18回 | 9  | 恋のフーガ                           | 22/23  | アイ・ジョージ                 | トリ前(2) |
| 1968年（昭和43年）/第19回 | 10 | ガラスの城                           | 06/23  | 西郷輝彦                       |           |
| 1969年（昭和44年）/第20回 | 11 | ウナ・セラ・ディ東京（2回目）        | 20/23  | フランク永井                   |           |
| 1970年（昭和45年）/第21回 | 12 | 東京の女                             | 03/24  | 野村真樹                       |           |
| 1971年（昭和46年）/第22回 | 13 | サンフランシスコの女                 | 18/25  | 堺正章                         |           |
| 1972年（昭和47年）/第23回 | 14 | さよならは突然に                     | 11/23  | ビリー・バンバン               |           |
| 1973年（昭和48年）/第24回 | 15 | ウナ・セラ・ディ東京（3回目）        | 12/22  | 上條恒彦                       |           |
| 1974年（昭和49年）/第25回 | 16 | ブギウギ・ビューグル・ボーイ         | 20/25  | 布施明                         |           |

- 対戦相手の歌手名の()内の数字はその歌手との対戦回数、備考のトリ等の次にある()はトリ等を務めた回数を表す。
- 曲名の後の（○回目）は紅白で披露された回数を表す。
- 出演順は「（出演順）／（出場者数）」で表す。

## NHKみんなのうた出演歴
| 初放送                                         | 曲目                                     | 再放送                        |
| ---------------------------------------------- | ---------------------------------------- | ----------------------------- |
| 1961年（昭和36年）6月 - 7月                    | バルーンのうた                           | 2019年（令和元年）4月 - 5月   |
| 1962年（昭和37年）4月                          | 花                                       | 2021年（令和3年）3月          |
| 1962年（昭和37年）10月 - 11月                  | パパはママが好き                         | 2017年（平成29年）10月 - 11月 |
| 1962年（昭和37年）12月 - 1963年（昭和38年）1月 | ずいずいずっころばし                     | （なし）                      |
| 1963年（昭和38年）8月 - 9月                    | 木曽節                                   | （なし）                      |
| 1972年（昭和47年）4月 - 5月                    | カンタ カナリート 〜風よりもかろやかに〜 | （なし）                      |

- 『バルーンのうた』・『花』・『パパはママが好き』の3曲はラジオのみの再放送。

## その他
- ハナ肇とクレージーキャッツ、ザ・ドリフターズとともに最強時代のナベプロを築き上げていた功績が評価されている。
なお、クレージーとの共演は比較的多かったものの、ドリフとの共演はほとんどない。特に志村けん加入後の後者との共演は茶の間に出回っている出典に残る範囲では1975年（昭和50年）正月の新春かくし芸大会と前述の「さよなら公演」[注釈 34]、8時だョ!全員集合でのゲスト出演が数回ある程度である[15]。[注釈 35]
- 上記のような縁もあってか、ハナ肇が1993年に他界する直前にはハナの弟子であるなべおさみと共に看病に当たっていた[16]。ハナは伊藤姉妹が見舞うたびに笑顔で「いつも済まないねえ」「おとっつぁん、それは言わない約束でしょ」と『シャボン玉ホリデー』のコントのセリフを繰り返していたという。
- 同じ双子の歌手であったこまどり姉妹とはデビューした年も同一であったこともあり、公私共に交流があった。
- 1966年（昭和41年）発売の園まりのシングル「逢いたくて逢いたくて」は、ザ・ピーナッツが1962年（昭和37年）に発売したシングル「手編みの靴下」が元歌である。
- 「シャボン玉ホリデー」の番組タイトルを「ピーナッツ・ホリデー」にする事が有力であったが、スポンサー側の意向で立ち消えとなった。この為、テレビ番組に於けるザ・ピーナッツの冠番組は、現役時代には1番組も存在しなかった。

## ザ・ピーナッツを演じた女優
- Wink（相田翔子、鈴木早智子）
  - 『シャボン玉が消えた日』（1989年12月31日、日本テレビ系）
『シャボン玉ホリデー』の最終回の裏側を描いたドラマ。ちなみにWinkはその後、ザ・ピーナッツのヒット曲「ふりむかないで」をカバーしてシングルCDで発売した。
- 安倍なつみ、安倍麻美[注釈 36]
  - 『ザ・ヒットパレード〜芸能界を変えた男・渡辺晋物語〜』（2006年5月26日・5月27日、フジテレビ系で2夜連続放送）
- 堀内敬子、瀬戸カトリーヌ
  - ミュージカル『ザ・ヒットパレード〜ショウと私を愛した夫〜』（2007年7月10日 - 7月30日、東京ル テアトル銀座にて公演）
渡辺晋・美佐夫妻の夫婦愛を軸に描くミュージカル。「恋のバカンス」「恋のフーガ」などといった懐かしのヒット曲を劇中で披露した。
- 奈津子、亜希子[注釈 37]
  - 『ヒットメーカー 阿久悠物語』（2008年8月1日、日本テレビ系）
- 瀬戸カトリーヌ、池田有希子
  - ミュージカル『ザ・ヒットパレード〜ショウと私を愛した夫〜』（2009年3月5日 - 3月25日、東京・ル テアトル銀座、4月1日 - 4月5日、大阪・シアターBRAVA!にて公演）
- 鈴木みな・まりあ[注釈 37]
  - 『植木等とのぼせもん』（2017年9月2日 - 10月21日、NHK総合）
  - 『越路吹雪物語』（2018年1月8日 - 3月30日、テレビ朝日）